# Szent Kozma és Damján-templom (Marosvásárhely)
A marosvásárhelyi Szent Kozma és Damján római katolikus plébániatemplom a Tudor Vladimirescu-negyed délkeleti részén, az úgynevezett Cserealján épült fel 2001-ben.

## Története
A Tudor panelnegyedet, mely a város lakossága egyharmadának ad otthont, az 1960-as években kezdték építeni. A kommunista vezetés nem engedélyezte templomok építését, így a különböző felekezetek hívei jellemzően magánházakban rendeztek be templomot. A római katolikusok a Zsidó vértanúk utcájában (str. Evreilor martiri) vásároltak házat erre a célra, és 1984-ben misézési engedélyt szereztek (ugyanebben az utcában volt a reformátusok imaháza is).
A rendszerváltás után, 1990-ben a cserealji gyülekezet önálló plébániává alakult. A hívek száma folytonosan növekedett, így nagyobb templomépületre volt szükség. 1993-ban deszkatemplomot építettek az udvarra, majd 1996-ban Hadnagy Judit elkészítette egy új templom tervrajzát. Ezt 2001. szeptember 27-én szentelte fel Jakubinyi György Szent Kozma és Damján dedikációval.
2004–2009 között elkészült a plébániaépület és a Rehabilitációs központ.

## Képek

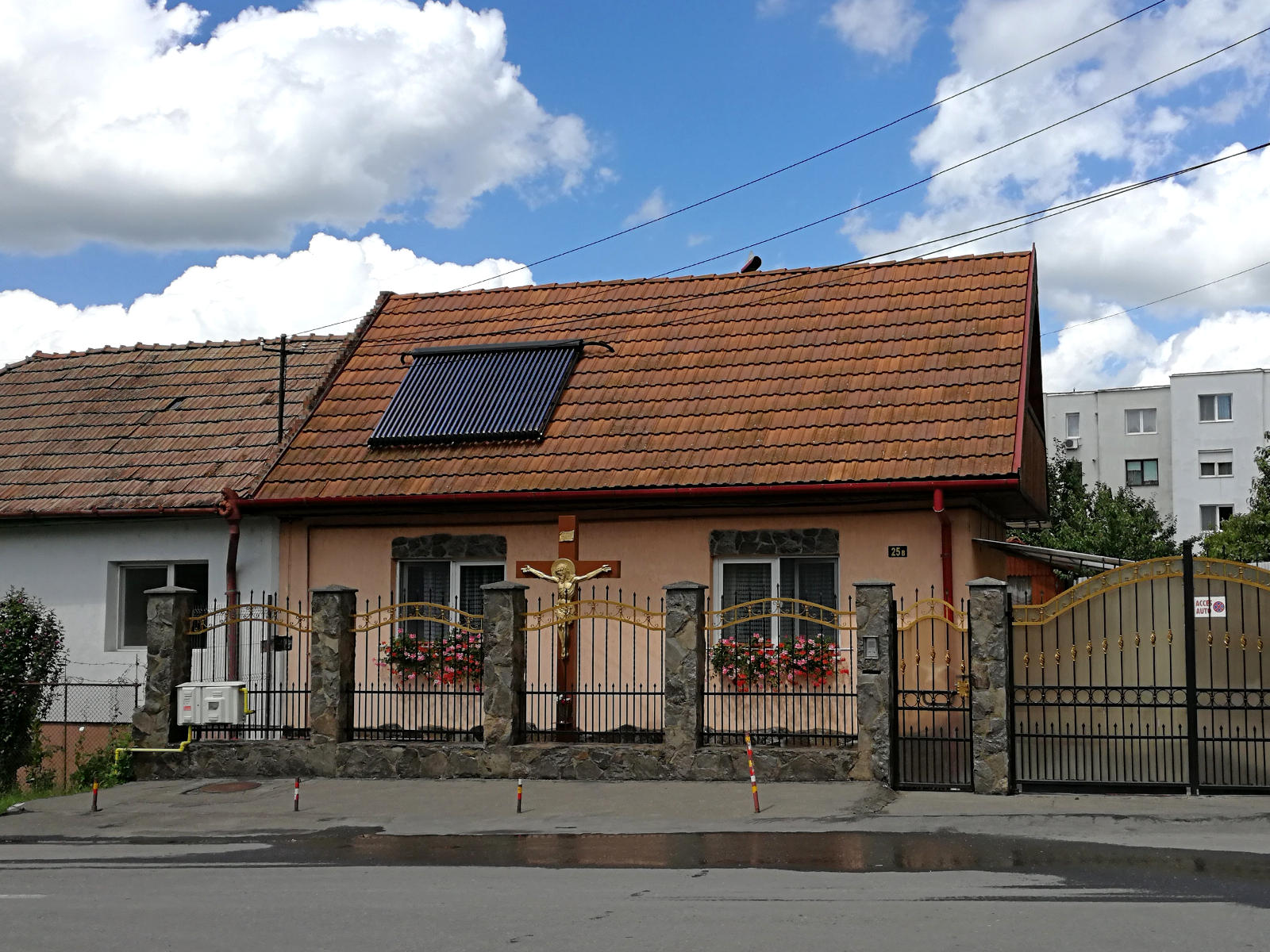
Az 1980-as években használt imaház